# Relactation
La relactation est le procédé par lequel une femme, qui est stimulée pour allaiter alors que sa production lactée est à l'arrêt ou diminuée.
La relactation est à différencier de la lactation induite ou provoquée.